# لاکا
لاکا 
(به مالتی: Luqa) شهری در ناحیهٔ هاربور جنوبی واقع در کشور مالت است که در سال ۱۹۹۵ میلادی ۶٫۱۵۰ نفر جمعیت داشته اما جمعیت آن در سال ۲۰۰۵ میلادی ۶٫۰۲۸ نفر بوده‌است.